# 康塞桑-杜卡宁德
康塞桑-杜卡宁德（葡萄牙語：Conceição do Canindé）是巴西皮奥伊州的一个市镇。总面积903.884平方公里，总人口5085人，人口密度5.6人/平方公里。